# 사업자등록증
사업자등록증, 사업 허가증 또는 비즈니스 라이선스(business license)는 개인이나 회사가 정부의 지리적 관할권 내에서 사업을 수행할 수 있도록 허용하는 정부 기관에서 발급한 허가증이다. 지자체에서 발급하는 창업허가증이다. 단일 관할권에는 여러 정부 부서 및 기관에서 발급한 여러 등록증이 필요한 경우가 많다. 사업 허가증은 국가, 주, 지방자치단체에 따라 다르다. 단일 위치에서 사업을 수행하려면 많은 허가증, 등록 및 인증이 필요한 경우가 많다.
일반적으로 회사의 비즈니스 활동과 물리적 위치(주소)에 따라 합법적으로 운영하는 데 필요한 라이선스가 결정된다. 기타 결정 요인에는 직원 수와 개인 사업자 또는 법인 등의 사업체가 포함될 수 있다. 정부 기관은 필수 사업 허가 없이 운영되는 사업체에 벌금을 부과하거나 폐쇄할 수 있다.

## 나라별 요건

### 미국
미국의 중소기업청에는 주(state) 라이선스 요건에 대한 주 웹사이트 링크 목록이 있다. 각 주마다 고유한 사업자 등록 및 라이선스 요구 사항이 있다. Business.usa.gov는 미국 정부에 대한 공식 비즈니스 링크이다. Business.gov는 미국 중소기업청에서 관리한다.

### 영국
영국에서는 사업을 운영하기 위해 사업자등록증을 취득할 필요가 없다.

### 파키스탄
파키스탄에서는 개인 유한 회사나 유한 책임 파트너십(LLP) 회사를 시작하려면 사업 허가가 필요하다. 실제로 기업이 수행하는 다양한 활동에 필요한 다양한 형태의 사업 허가증이 있다. 예를 들어 상품 및 서비스를 수입하거나 수출하려면 IEC 등록을 받아야 한다. 라이선스를 관리하는 주요 권한은 기업 업무부(Ministry of Corporate Affairs)이며, 이는 귀하가 사업을 위해 유지할 수 있는 이름과 회사에서 수행할 수 있는 활동을 규제한다. 파키스탄에서 Pvt Ltd Company 또는 LLP를 등록하는 것은 10일 이내로 매우 쉽다. 비용은 회사 또는 LLP가 등록되도록 제안된 파키스탄 주에 따라 다르다. 승인된 사업 자본금에 따라 PKR 2000에서 PKR 10000 정도의 비용이 든다.

### 이란
이란 G4B.ir 정부의 비즈니스 웹사이트가 개발되었으며 데이터베이스도 보유하고 있다.

## 같이 보기
- 진입 장벽